# Nodul rutier Porte de Bercy
Nodul rutier de la Poarta Bercy este un nod de autostradă situat pe bulevardul periferic al Parisului, în Franța.

## Istorie
Lucrările au început în iulie 1967 și s-au încheiat la mijlocul anului 1969.

## Descriere
Nodul rutier de la Poarta Bercy este, alături de nodul rutier de la Poarta Chapelle, primul nod din Franța cu trei niveluri de circulație. Acesta are douăzeci și două de bretele și un sens giratoriu pentru realizarea legăturilor. Asigură conexiunile între bulevardul periferic, autostrada A4, cunoscută sub numele de „autostrada Estului”, și rețeaua rutieră locală din Charenton-le-Pont, la sud-est (Quai de Bercy), precum și din Paris, la nord-vest (Quai de Bercy și bulevardele Mareșalilor).
Structura principală este viaductul care traversează liniile de cale ferată ale rețelei sud-est a SNCF, venind din Gare de Lyon, cu o lungime de 300 m, având cinci benzi pe fiecare sens.